# Ждановка (Рязанская область)
Жда́новка — посёлок в Михайловском районе Рязанской области России. Входит в состав Виленского сельского поселения.

## География
Посёлок находится на берегу реки Виленка, к югу от федеральной автодороги Е119 M6 Москва — Тамбов — Волгоград — Астрахань, на расстоянии 10 км к северо-западу от города Михайлов, административного центра района.

### Часовой пояс
Посёлок Ждановка, как и вся Рязанская область, находится в часовой зоне МСК (московское время). Смещение применяемого времени относительно UTC составляет +3:00.

## Население
| 2007 | 2010 |
| ---- | ---- |
| 81   | ↗82  |

## Транспорт
В посёлке находится станция Виленки Московской железной дороги участка Ожерелье — Павелец.